# ジュリアン・アプサロン
ジュリアン・アプサロン（Julien Absalon、1980年8月16日- ）は、フランス・ルミルモン出身の自転車競技（マウンテンバイク（MTB）・クロスカントリー）選手。

## 来歴
2004年アテネオリンピックのMTBクロスカントリー種目において金メダルを獲得。世界自転車選手権でも同種目において2004年以降4連覇を達成した。2008年北京オリンピックでは、スタートから他を圧倒する走りを見せて完勝。オリンピックにおける同種目初の大会2連覇を果たした。オリンピック3連覇がかかったロンドンオリンピック・クロスカントリーでは途中棄権に終わった。

## 主な実績
1998年
世界選手権（ジュニア） 優勝
欧州選手権（ジュニア） 優勝
2001年、2002年
世界選手権（U-23） 優勝
欧州選手権（U-23） 優勝
2003年
 フランス国内選手権・MTBクロスカントリー(以下、XC) 優勝
 欧州選手権・MTBクロスカントリー 2位
UCIマウンテンバイクワールドカップ XC 総合優勝
2004年
 アテネオリンピック・MTBクロスカントリー 優勝
 世界選手権・MTBクロスカントリー 優勝
 フランス国内選手権・MTBクロスカントリー 優勝
ヴェロ・ドール・フランス受賞
2005年
 世界選手権・MTBクロスカントリー 優勝
 欧州選手権・MTBクロスカントリー 2位
 フランス国内選手権・MTBクロスカントリー 優勝
UCIマウンテンバイクワールドカップ XC 総合3位
ヴェロ・ドール・フランス受賞
2006年
 世界選手権・MTBクロスカントリー 優勝
UCIマウンテンバイクワールドカップ XC 総合優勝
 欧州選手権・MTBクロスカントリー 優勝
 フランス国内選手権・MTBクロスカントリー 優勝
ヴェロ・ドール・フランス受賞
2007年
 世界選手権・MTBクロスカントリー 優勝
UCIマウンテンバイクワールドカップ XC 総合優勝
 欧州選手権・MTBクロスカントリー 2位
 フランス国内選手権・MTBクロスカントリー 優勝
ヴェロ・ドール・フランス受賞
2008年
 北京オリンピック・XC 優勝
UCIマウンテンバイクワールドカップ XC 総合優勝
 フランス国内選手権・MTBクロスカントリー 優勝
2009年
世界選手権・クロスカントリー 2位
UCIマウンテンバイクワールドカップ XC 総合優勝
 フランス国内選手権・MTBクロスカントリー 優勝
2010年
 フランス国内選手権・MTBクロスカントリー 優勝
UCIマウンテンバイクワールドカップ XC 総合2位
2011年
世界選手権・クロスカントリー 3位
 欧州選手権・MTBクロスカントリー 2位
 フランス国内選手権・MTBクロスカントリー 優勝
UCIマウンテンバイクワールドカップ XC 総合3位
2012年
 フランス国内選手権・MTBクロスカントリー 優勝
2013年
 欧州選手権・MTBクロスカントリー 優勝
 フランス国内選手権・MTBクロスカントリー 優勝
UCIマウンテンバイクワールドカップ XC 総合3位
2014年
 世界選手権・クロスカントリー 優勝
 欧州選手権・MTBクロスカントリー 優勝
UCIマウンテンバイクワールドカップ XC 総合優勝
2015年
世界選手権・クロスカントリー 2位
UCIマウンテンバイクワールドカップ XC 2位
2016年
世界選手権・クロスカントリー 3位
 リオデジャネイロオリンピック・XC 8位